# Rhombomys opimus
El gran jerbo (Rhombomys opimus) es una especie de roedor miomorfo de la familia Muridae. No se reconocen subespecies. Es propio de Asia Central. Es la única especie del género Rhombomys.

## Descripción
El jerbo grande, el más grande de los jerbos, tiene una cabeza y un cuerpo de 15-20 cm (6-8 plg). Sus cráneos se distinguen por tener dos surcos en cada incisivo. Tienen grandes garras delanteras que utilizan para excavar.

## Distribución y hábitat
Los jerbos gigantes se encuentran en hábitats áridos, predominantemente en desiertos arenosos o arcillosos. Se encuentran en Turkmenistán, Kazajstán, Mongolia, China, Pakistán, Afganistán e Irán.

## Depredadores
El jerbo común es depredado por zorros, búhos, milanos, gatos monteses, comadrejas, buitres y cobras.

## Ecología y comportamiento
Los jerbos grandes viven en grupos familiares y ocupan una madriguera por familia. Sus madrigueras pueden ser bastante extensas, con cámaras separadas para nidos y almacenamiento de alimentos. Los jerbos grandes pasan considerablemente más tiempo en las madrigueras durante el invierno, pero no hibernan. Son animales predominantemente diurnos. Su alimentación se compone principalmente de materia vegetal.
Los animales suelen ser coloniales. Su longevidad es de 2 a 4 años. Los complejos de sistemas de madrigueras tienen una región distintiva de suelo despejado y se pueden ver y mapear a partir de fotografías aéreas e imágenes satelitales. Las madrigueras habitadas de jerbos grandes se pueden distinguir de las madrigueras abandonadas mediante imágenes satelitales.
Los jerbos gigantes son reservorios conocidos de Yersinia pestis, la bacteria que causa la peste, y de Leishmania major, el agente causante de la leishmaniasis cutánea zoonótica. También se les conoce como plagas de cultivos y se les ha implicado en la exacerbación de la erosión.